# تشتک

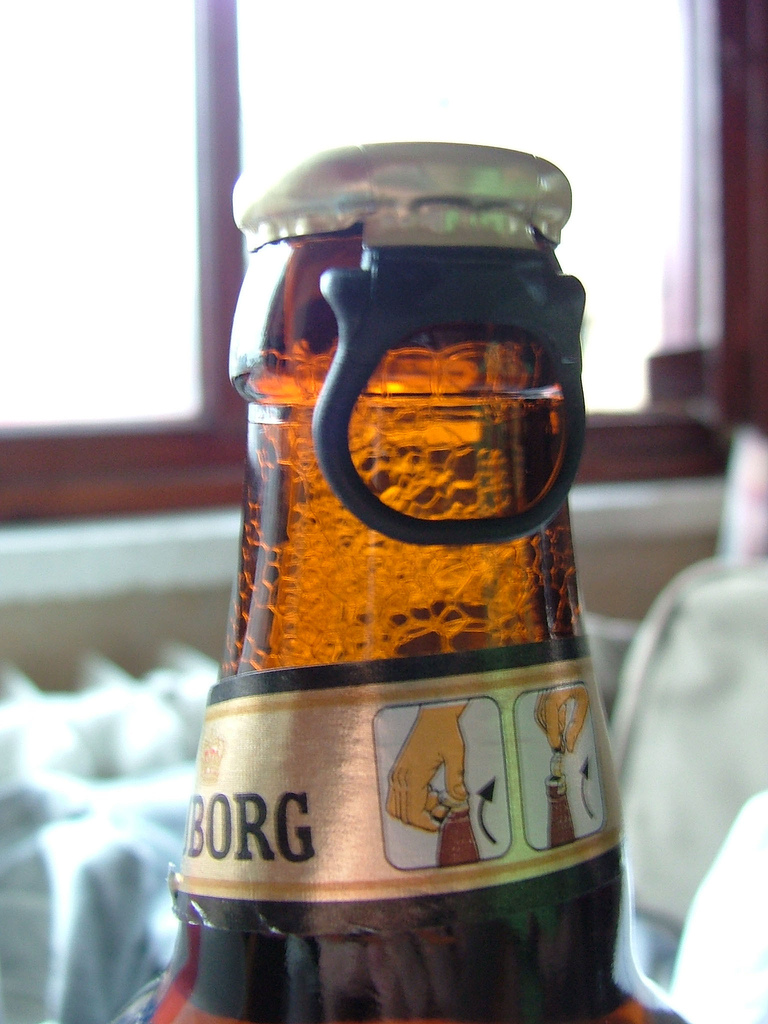
نگه‌دارنده درب بطری

درب‌های بطری یا تشتک یا مسدود کننده‌ها، برای بستن دهانهٔ انواع بسیار زیاد بطری‌ها استفاده می‌شود. برای آنها به‌صورت قطعه‌های دایره‌ای شکل که از نوع فلزات، معمول استیل با پوشش پلاستیک و برای بطری‌های پلاستیکی، یک درب پلاستیکی در عوض آن استفاده می‌شود.

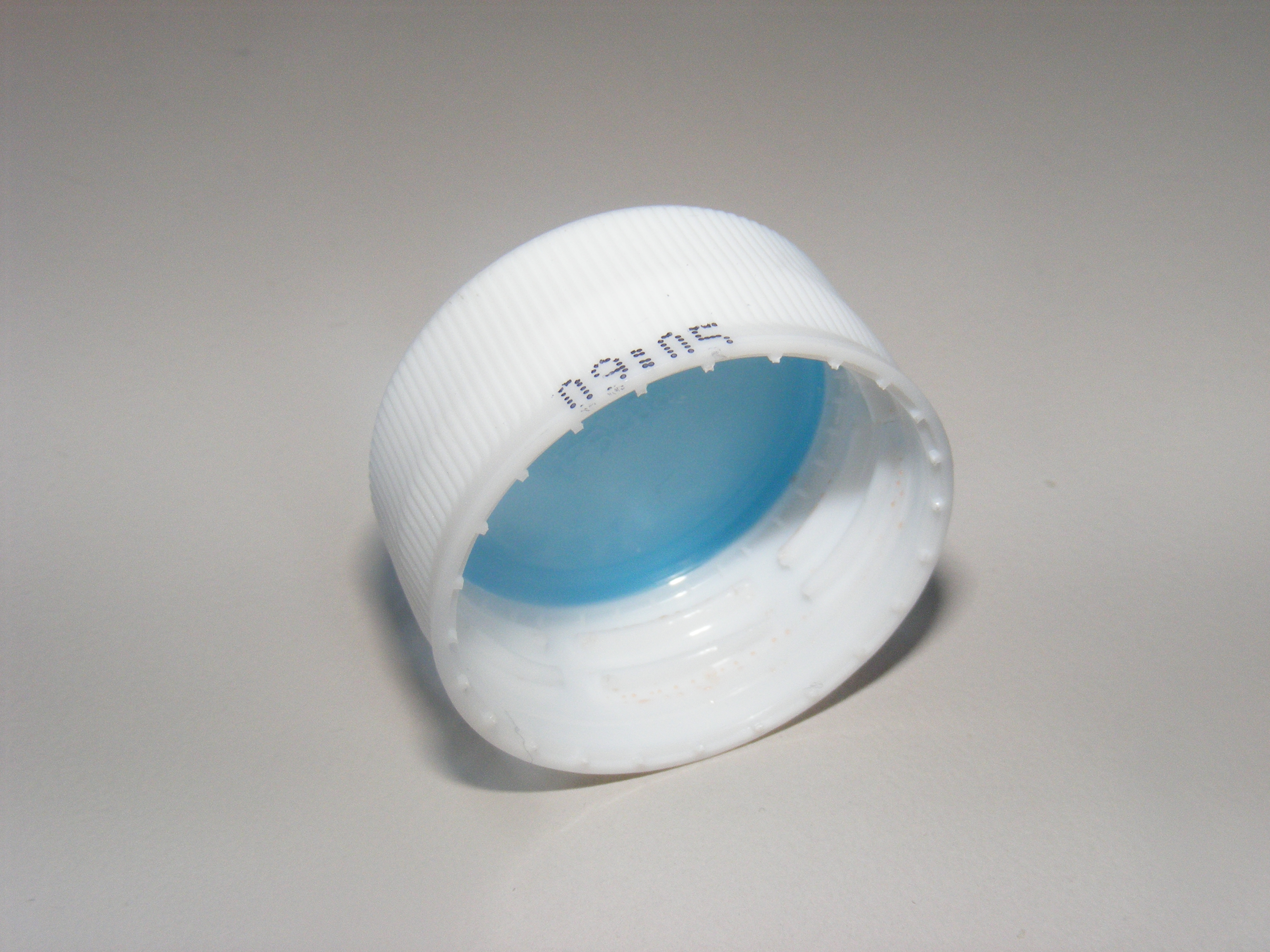
یک درب پلاستیکی بطری از نوشیدنی ملایم عمومی

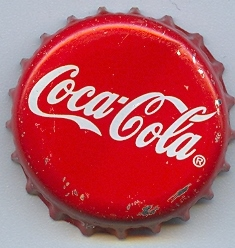
درب بطری فلزی پرسی (تشتک) شرکت کوکاکولا

درب یک بطری، معمولاً با نوعی از رنگ‌های مختلف و نشان تجاری یک نوشیدنی تزیین شده‌است. درب‌های بطری‌ها، معمولاً از جنس انواع مختلف پلاستیک‌های بطری‌های پلاستیکی ساخته شده‌است و اغلب اوقات قابل بازیافت هستند.